# Maison Cudel de Montcolon
La maison Cudel de Montcolon est une maison située place du Cours à Marcigny, dans le département de Saône-et-Loire.

## Protection
La maison fait l’objet d’une inscription au titre des monuments historiques depuis le 5 janvier 1955. 

## Histoire
En 1624, la famille Cudel de Montcolon originaire de l'Aube s'installe à Marcigny. Plus d'un siècle plus tard, la famille fait construire la maison en 1735, la date est gravée sur la façade côté jardin.
Durant, la Révolution, la famille émigre laissant l'édifice vacant, elle servit alors de prison. Après cet épisode historique, Gilbert de Cudel, qui avait combattu avec son frère Olivier sous la Terreur aux côtés de leur oncle le Général de Précy épouse mademoiselle de la Méthairie en 1802. Puisqu'ils n'eurent pas d'enfant, la maison passa aux mains de la famille Orsel des Sagets.

## Architecture
Le bâtiment est édifié sur un plan rectangulaire avec deux étages. La façade principale, visible depuis la place du Cours, présente une légère saillie dans sa partie centrale surmontée d'un fronton triangulaire présentant un œil-de-bœuf en son centre.
Les portes-fenêtres centrales possèdent un balcon en fer forgé.
Dans la façade nord, celle qui fait face au couvent des Ursulines, une porte en sous-sol donne accès à une salle voûtée d'arêtes.